# Élections législatives égyptiennes de 2020

Nombre de sièges par phases et mode de scrutin :
Membres élus au scrutin majoritaire lors de la première phase: 142 sièges (23,8 % du total)
Membres élus au scrutin de liste lors de la première phase: 142 sièges
Membres élus au scrutin majoritaire lors de la deuxième phase: 142 sièges
Membres élus au scrutin de liste lors de la deuxième phase: 142 sièges
Membres nommés par le Président de la république: 28 sièges (4,8 % du total)

Les élections législatives égyptiennes de 2020 ont lieu en deux phases de deux tours du 24 octobre au 8 décembre 2020 afin de renouveler les membres de la Chambre des représentants de l'Égypte.
Le Parti pour l'avenir de la nation, lié aux forces armées et soutenant le président Abdel Fattah al-Sissi, obtient la majorité absolue des sièges.

## Calendrier
Le scrutin a lieu en deux phases étalées à des dates différentes sur plusieurs jours, une partie des gouvernorats votant avant l'autre. Un système électoral à deux tours étant utilisé, chacune des deux phases comporte deux séries de dates. La première phase a ainsi lieu les 24 et 25 octobre 2020 avec des second tours les 23 et 24 novembre. La seconde phase est quant à elle organisée les 7 au 8 novembre avec des second tours les 7 et 8 décembre,.
La diaspora égyptienne vote quant à elle les trois jours précédant chaque tour de scrutin de l'une ou l'autre phase, en fonction de l'ancien lieu de résidence des électeurs.

## Système électoral
La Chambre des représentants est la chambre basse du parlement bicaméral égyptien. Elle est composée de 596 députés renouvelés tous les cinq ans, dont 284 au scrutin uninominal majoritaire à deux tours dans 142 circonscription électorale auxquels se rajoutent 284 autres élus au scrutin proportionnel plurinominal avec listes fermées dans quatre circonscriptions dont deux de 100 sièges et deux autres de 42, basées sur les limites des 27 gouvernorats du pays. Ces sièges de listes sont éventuellement répartis de manière à respecter un quota de 25 % de femmes à la chambre s'il n'est pas déjà atteint. Enfin, 28 députés sont nommés par le président de la République,,.
Le ratio 50/50 de sièges élus au scrutin majoritaire et de sièges élus à la proportionnelle parmi les sièges pourvus au scrutin direct est inscrit en dur dans la constitution depuis son amendement en 2019. Le total de sièges à la chambre peut cependant varier à chaque législature[réf. nécessaire].

## Résultats
Les résultats du premier tour de la première et de la seconde phase sont attendus pour le 1er et le 15 novembre respectivement, et ceux du second tour le 14 décembre.

### Première phase
|                           | Parti du futur de la nation       |            |       |     |  |     |    |  |     |     |     |  |  |
|                           | Parti populaire républicain       |            |       |     |  |     |    |  |     |     |     |  |  |
|                           | Parti de l'assemblée              |            |       |     |  |     |    |  |     |     |     |  |  |
|                           | Néo-Wafd                          |            |       |     |  |     |    |  |     |     |     |  |  |
|                           | Parti des défenseurs de la patrie |            |       |     |  |     |    |  |     |     |     |  |  |
|                           | Réforme et développement          |            |       |     |  |     |    |  |     |     |     |  |  |
|                           | Parti social démocratique         |            |       |     |  |     |    |  |     |     |     |  |  |
|                           | Mouvement national                |            |       |     |  |     |    |  |     |     |     |  |  |
|                           | Parti égyptien de la liberté      |            |       |     |  |     |    |  |     |     |     |  |  |
|                           | Tagammu                           |            |       |     |  |     |    |  |     |     |     |  |  |
|                           | Parti de l’Égypte moderne         |            |       |     |  |     |    |  |     |     |     |  |  |
|                           | Autres partis                     |            |       |     |  |     |    |  |     |     |     |  |  |
|                           | Indépendants                      |            |       |     |  |     |    |  |     |     |     |  |  |
|                           |                                   |            |       |     |  |     |    |  |     |     |     |  |  |
| Votes valides             |                                   |            |       |     |  |     |    |  |     |     |     |  |  |
| Votes blancs et invalides |                                   |            |       |     |  |     |    |  |     |     |     |  |  |
| Total                     | Total                             | 9 069 729  | 100   | 142 |  | 100 | 32 |  | 100 | 110 | 284 |  |  |
| Abstentions               | Abstentions                       | 22 649 495 | 71,94 |     |  |     |    |  |     |     |     |  |  |
| Inscrits / participation  | Inscrits / participation          | 31 719 224 | 28,06 |     |  |     |    |  |     |     |     |  |  |

### Seconde phase
|                           | Parti du futur de la nation       |            |       |     |  |     |    |  |     |     |     |  |  |
|                           | Parti populaire républicain       |            |       |     |  |     |    |  |     |     |     |  |  |
|                           | Parti de l'assemblée              |            |       |     |  |     |    |  |     |     |     |  |  |
|                           | Néo-Wafd                          |            |       |     |  |     |    |  |     |     |     |  |  |
|                           | Parti des défenseurs de la patrie |            |       |     |  |     |    |  |     |     |     |  |  |
|                           | Réforme et développement          |            |       |     |  |     |    |  |     |     |     |  |  |
|                           | Parti social démocratique         |            |       |     |  |     |    |  |     |     |     |  |  |
|                           | Mouvement national                |            |       |     |  |     |    |  |     |     |     |  |  |
|                           | Parti égyptien de la liberté      |            |       |     |  |     |    |  |     |     |     |  |  |
|                           | Tagammu                           |            |       |     |  |     |    |  |     |     |     |  |  |
|                           | Parti de l’Égypte moderne         |            |       |     |  |     |    |  |     |     |     |  |  |
|                           | Autres partis                     |            |       |     |  |     |    |  |     |     |     |  |  |
|                           | Indépendants                      |            |       |     |  |     |    |  |     |     |     |  |  |
|                           |                                   |            |       |     |  |     |    |  |     |     |     |  |  |
| Votes valides             |                                   |            |       |     |  |     |    |  |     |     |     |  |  |
| Votes blancs et invalides |                                   |            |       |     |  |     |    |  |     |     |     |  |  |
| Total                     | Total                             | 9 289 166  | 100   | 142 |  | 100 | 41 |  | 100 | 101 | 284 |  |  |
| Abstentions               | Abstentions                       | 22 148 961 | 70,50 |     |  |     |    |  |     |     |     |  |  |
| Inscrits / participation  | Inscrits / participation          | 31 438 127 | 29,50 |     |  |     |    |  |     |     |     |  |  |

### Total
|        |                                   |        |  |  |
| Partis | Partis                            | Sièges |  |  |
|        | Parti du futur de la nation       | 316    |  |  |
|        | Parti populaire républicain       | 50     |  |  |
|        | Néo-Wafd                          | 26     |  |  |
|        | Parti des défenseurs de la patrie | 23     |  |  |
|        | Parti de l’Égypte moderne         | 11     |  |  |
|        | Réforme et développement          | 9      |  |  |
|        | Parti de l'assemblée              | 7      |  |  |
|        | Parti social démocratique         | 7      |  |  |
|        | Parti égyptien de la liberté      | 7      |  |  |
|        | Parti de la lumière               | 7      |  |  |
|        | Tagammu                           | 6      |  |  |
|        | Parti de la justice               | 2      |  |  |
|        | Eradet Geel                       | 1      |  |  |
|        | Indépendants                      | 124    |  |  |
|        |                                   |        |  |  |
| Total  | Total                             | 596    |  |  |